# Аварцы
Ава́рцы (авар. магlарулал, аварал) — дагестанский народ; один из коренных народов Кавказа, исторически проживающий в Дагестане, а также в Восточной Грузии и Северном Азербайджане. 
Это самый многочисленный народ Республики Дагестан и шестой по численности народ в России по переписи 2020—2021, а также один из ведущих[прояснить] по численности народов России, не имеющий собственной республики в её составе.

## Этноним
Одним из мнений касательно самоназвания аварцев является то, что в прошлом, до присоединения к России в XIX веке, они не осознавали себя единым народом и не имели общего самоназвания, а название «аварцы» было совершенно чуждо им самим.
В известном в историографии — сборнике «О кавказских горцах» — приводятся данные, исходя из которых аварцы получили своё название от кумыкского слова авар, от которого этот термин перешёл в русский язык в форме «аварец» (экзоним). Это название чуждо самим аварцам, не имеющим в отношение себя единого этнонима, называющим себя по-разному, исходя из территориального места проживания того или иного племени (общества).
Происхождение этнонима «аварец» остаётся не до конца ясным. Некоторые учёные — в частности М. Г. Магомедов — производили название от древних аваров, утверждая, что вторые оказали большое влияние на этногенез аварского народа. Тем не менее В. М. Бейлис, на основе анализа различных средневековых источников, отрицал связь этнонима кавказских аварцев с кочевыми народами Средней Азии. На основе данных о наличии к началу правления (531—579) Хосрова Ануширвана I на территории Сарира государственного образования, носившего название иранского происхождения (Auhar-z-an-shah), он считает маловероятной возможность подчинения аварами-кочевниками труднодоступной горной области, осесть в ней и стать союзниками Сасанидов.
По мнению историка Шахбана Хапизова, этноним awar (авар) имеет кавказо-аварскую этимологию со значением «люди из целины, необжитых мест».
Согласно реконструкциям, этноним «авар» происходит от древнеаварской основы *ʡωar «народ; войско», которая восходит к прасеверокавказскому источнику (< *ʡwǝ̆hri; [ʡ] здесь — гортанная смычка).
В дореволюционный литературе этот народ наиболее часто встречался под именем «авары». Чеченцы, как один из крупных народов соседствующих с аварцами, называют аварцев «ЖIай» (ж, ай). Энциклопедия Ефрона и Брокгауза, говоря о жителях Аварского округа, пишет:

Аварский округ Дагестанской области (с укреплением Хунзах) заключает в себе 1323,9 кв. вёрст и представляет гористую местность по северному склону Главного Кавказского хребта, орош. р. Койсу. Жителей (1885) 34492 (м. п. 17003), по преимуществу аварцев, или аваров, одного из лезгинских племен, некогда, особенно в XVIII ст., сильного племени, покорившегося России в 1822 г.— ЭСБЕ
 Согласно другой версии происхождения, название этому народу дали тюрки (кумыки), от которых его переняли даргинцы, от них — русские. Тюркские слова авар, аварала означают «воинственный», «беспокойный», «бродяга», «нелюдимый». Есть также предположение, что аварцы получили своё название от имени царя средневекового государства Сарир, Авара.
По мнению некоторых исследователей, этноним «аварцы» первоначально относился к жителям Хунзахского плато, где существовало Аварское ханство, то есть изначально «аварцами» называли только хунзахцев. Остальные же этнические группы называли себя по-своему. Например, салатавец называл себя накбакалом, гумбетовец — бакхулау, гигатлинец — гитатлиу, и так далее.
Известный немецкий естествоиспытатель и путешественник XVIII века Иоганн Гюльденштедт, побывавший на Кавказе, кроме жителей Аварского ханства, отнёс к аварцам также жителей независимых вольных обществ, а также переселившихся дагестанцев Джаро-Белокана, расположенных за Кавказским хребтом на территории современного Азербайджана.
До начала XX века аварцы были известны ещё под названием тавлинцы и лезгины. Василий Потто пишет, что аварское племя,

само себя называвшее общим именем маарулал, но соседям известное под чуждыми ему самому именами то тавлинцев, то — на юге; по ту сторону гор, в Грузии, — лезгин— 
Этнонимом «лезгины», помимо аварцев, раньше ошибочно обозначалось всё горское население Дагестана. Причиной такого ошибочного названия послужила древняя Персия, войска который при экспансии в Дагестан всегда в первую очередь сталкивались с лезгинами.
Даргинцы называют аварцев кIарахъанти (кIарахъан в ед. ч.), лакцы — ярусса, кумыки — таулу («горцы»).

## Численность и расселение

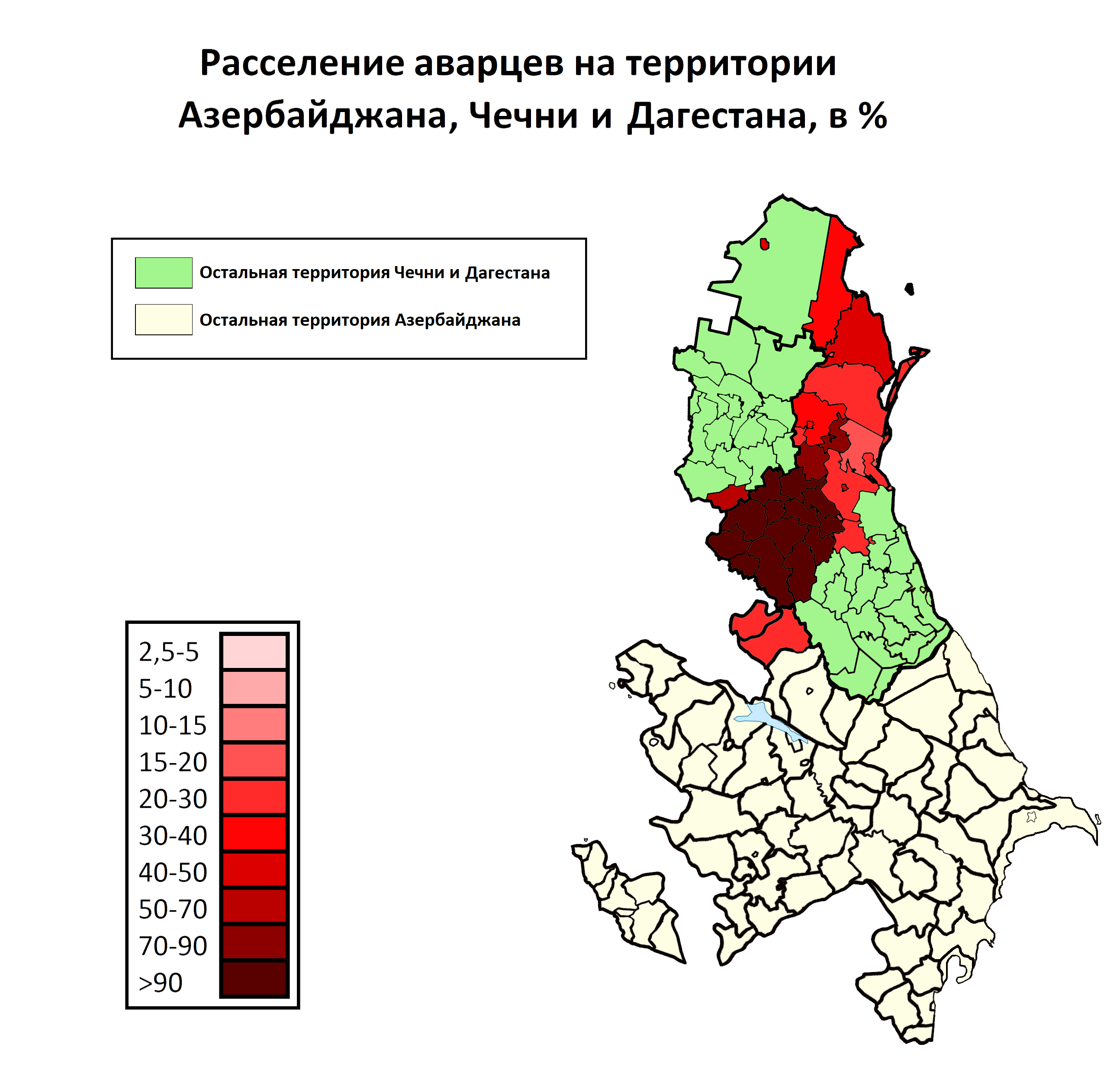
Расселение аварцев (включая андо-цезские народы и арчинцев) на территории Азербайджана, Чечни и Дагестана, в % по данным переписей населения России 2010 г. и Азербайджана 2009 г.

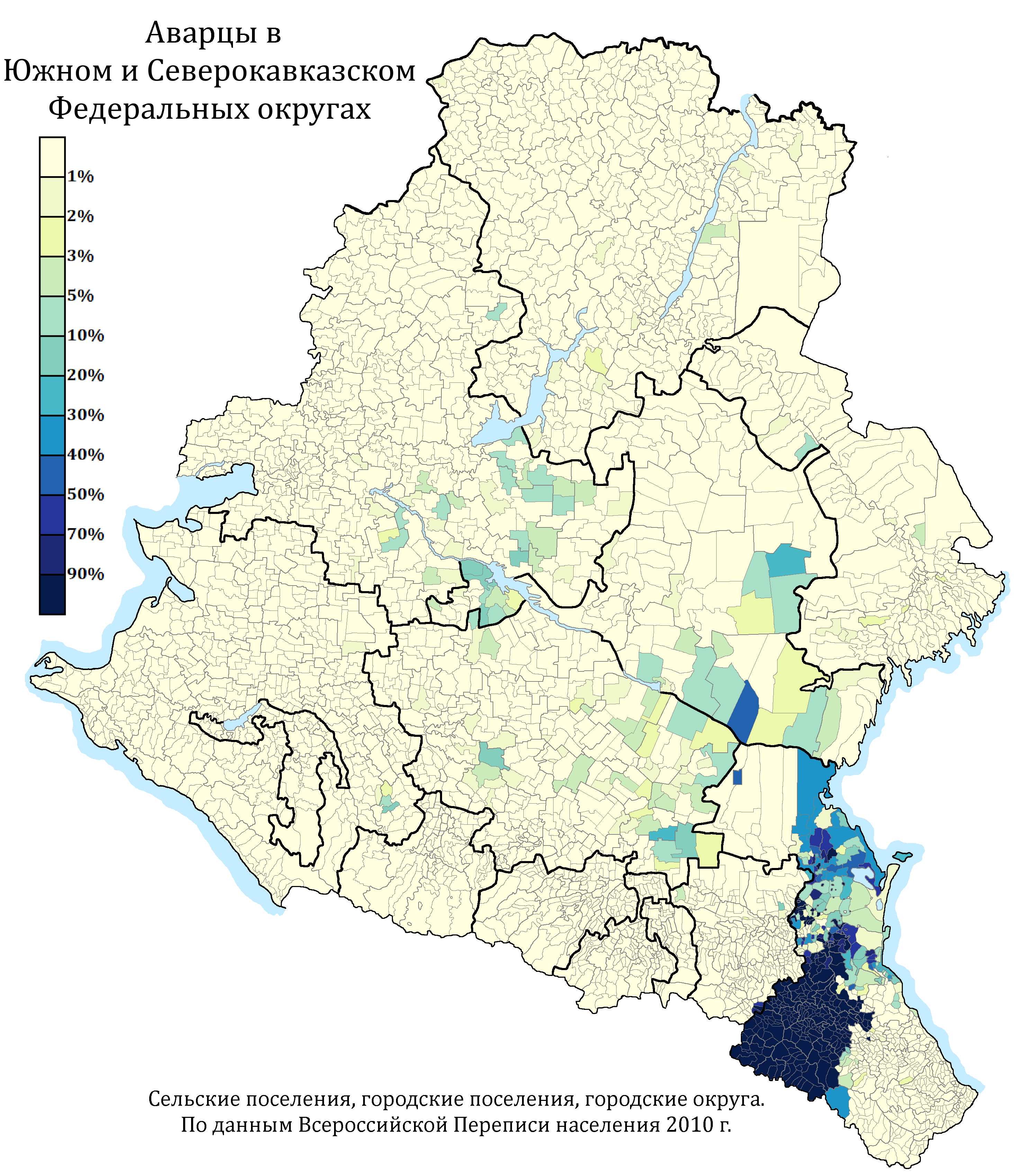
Расселение аварцев (включая андо-цезские народы и арчинцев) в ЮФО и СКФО по городским и сельским поселениям в %, перепись 2010 г.

Численность аварцев в мире: всего 1,2 млн, в том числе в России — 1 млн, в Азербайджане — 50 тыс., в Турции — 50 тыс., и в других странах.
Доля аварцев по районам на 2010 год по переписи:
| Название района       | Название региона | % аварцев |
| --------------------- | ---------------- | --------- |
| Ахвахский район       | Дагестан         | 99,4 %    |
| Цунтинский район      | Дагестан         | 99,4 %    |
| Гергебильский район   | Дагестан         | 99,3 %    |
| Цумадинский район     | Дагестан         | 98,9 %    |
| Шамильский район      | Дагестан         | 98,7 %    |
| Гумбетовский район    | Дагестан         | 98,6 %    |
| Тляратинский район    | Дагестан         | 98,4 %    |
| Ботлихский район      | Дагестан         | 97,5 %    |
| Унцукульский район    | Дагестан         | 97,5 %    |
| Хунзахский район      | Дагестан         | 97,5 %    |
| Чародинский район     | Дагестан         | 97,3 %    |
| Гунибский район       | Дагестан         | 96,3 %    |
| Казбековский район    | Дагестан         | 85,9 %    |
| Кизилюртовский район  | Дагестан         | 83,4 %    |
| город Кизилюрт        | Дагестан         | 72,1 %    |
| Шаройский район       | Чечня            | 54,4 %    |
| Кизлярский район      | Дагестан         | 46,6 %    |
| город Южно-Сухокумск  | Дагестан         | 46,1 %    |
| город Буйнакск        | Дагестан         | 45,79 %   |
| Тарумовский район     | Дагестан         | 35,8 %    |
| Хасавюртовский район  | Дагестан         | 31,4 %    |
| город Хасавюрт        | Дагестан         | 30,6 %    |
| город Махачкала       | Дагестан         | 26,7 %    |
| Буйнакский район      | Дагестан         | 23,5 %    |
| Левашинский район     | Дагестан         | 22,4 %    |
| Новолакский район     | Дагестан         | 21,9 %    |
| Бабаюртовский район   | Дагестан         | 20,3 %    |
| город Кизляр          | Дагестан         | 20,1 %    |
| Кумторкалинский район | Дагестан         | 18,4 %    |
| город Каспийск        | Дагестан         | 14,7 %    |
| Черноземельский район | Калмыкия         | 7,2 %     |

Населяют бо́льшую часть горной территории Дагестана, а отчасти и равнины (Буйнакский, Хасавюртовский, Кизилюртовский, Кизлярский, Тарумовский районы и др.). Помимо Дагестана, проживают в Чечне, Калмыкии и других субъектах РФ. Основная область расселения аварцев в Дагестане — бассейны рек Аварское Койсу (авар. Авар-ор), Андийское Койсу (авар. Анди-ор) и Кара-Койсу (авар. Чеэр-ор).
Аварцы также проживают в Азербайджане (преимущественно в Белоканском, Закатальском, Кахском районах и в Баку), где по данным переписи 1999 года их общая численность составляло 49,8 тысяч человек. Небольшие группы аварцев компактно проживают в Кварельском муниципалитете Грузии, также в Логодехском муниципалитете и Тбилиси. Кроме того аварские диаспоры представлены в Турции, Казахстане, Украине и других странах.
«Очень сложным и противоречивым сегодня, — вынужден был в 2005 году с досадой констатировать дагестанский учёный Б. М. Атаев, — является вопрос о численности аварской диаспоры за пределами России. Это связано в первую очередь с тем, что в странах их проживания по политическим и иным причинам не проводятся переписи населения с указанием национальной принадлежности. Поэтому приводимые в различных источниках данные о численности потомков аваров являются весьма приблизительными, в частности, и в Турецкой Республике. Но если учесть высказывания дагестанского востоковеда А. М. Магомеддадаева, „что на территории современной Турции к 1920-м годам имелось более 30 дагестанских селений, 2/3 которых состояло из аваров“ и, „со слов дагестанцев-старожилов, живущих в этой стране, в настоящее время здесь насчитывается не более 80 тысяч дагестанцев“, то путём несложных подсчётов можно вывести количество потомков аваров, проживающих к данному моменту в Турецкой республике — свыше 53 тыс. человек».
Таким образом, самая многочисленная аварская диаспора за пределами границ бывшего СССР и, вероятно, за пределами России вообще, — представлена в Турции. Вместе с тем, следует учесть, что небольшие островки потомков аварских мухаджиров прежней Османской империи зафиксированы также в Сирии (Дейр-Фул) и Иордании, где они, ввиду своей малочисленности, испытали сильное культурное-языковое влияние как местного арабского населения, так и других северокавказцев, преимущественно адыгов и чеченцев. Как свидетельствует автор двухтомной монографии «Эмиграция дагестанцев в Османскую империю» Амирхан Магомеддадаев: «Представители северокавказской, и в частности дагестанской диаспоры играли и играют существенную роль в социально-экономической и общественно-политической, духовно-этнической жизни Турции, Иордании и Сирии… Говоря о современной Турции, достаточно, на наш взгляд, указать на то, что министром госбезопасности Турецкой Республики в правительстве Тансу Чиллер являлся Мехмет Гёльхан — потомок мухаджиров из селения Кулецма, или Абдулхалима Ментеша, командира авиаполка, подавившего попытку государственного переворота в 1960 году в Турции».
Районы исторического проживания аварцев в Дагестане
- Ахвахский
- Ботлихский
- Гергебильский
- Гумбетовский
- Гунибский
- Казбековский
- Тляратинский
- Унцукульский
- Хунзахский
- Чародинский
- Цунтинский
- Бежтинский
- Цумадинский
- Шамильский

частично:
- Левашинский (часть района)
- Буйнакский (часть района)
- Рутульский (село Кусур)
- Шаройский район Чеченской республики (территория села Кенхи)
- Кварельский муниципалитет провинции Кахетия Грузии (сёла Шорохи, Тиви и Чантлискуре)
- Закатальский район Азербайджана
- Белоканский район Азербайджана

## Андо-цезские народыиарчинцы, включенные в состав аварцев[49][50]
С конца 1930-х годов, андо-цезские народы и лезгиноязычные арчинцы были официально включены в состав аварцев.
- Андийцы (авар. ГӀандисел/ГӀандал) — проживают в Ботлихском районе в селах Кванхидатли, Анди, Риквани, Зило, Ашали, Чанко, Муни, Гагатли, Гунха, Рушуха.
- Арчинцы (авар. Рочисел) — проживают в сёлах Арчиб, Алчинуб, Кубатль, Кесериб, Калиб, Хитаб и Хилих Чародинского района.
- Ахвахцы (авар. ГӀахьвалал) — проживают в Ахвахском районе, в сёлах Изано, Тад-Магитль, Цвакилколо, Кванкеро, Кудиябросо, Лологонитль и в Шамильском районе в сёлах Тлянуб, Цекоб, Ратлуб. Также Ахвахцы проживают в Азербайджане в селе Ахахдере Закатальского района.
- Багулалы (авар. Багулал) — проживают в Цумадинского районе, в сёлах Хуштада, Чало, Талитель, Тленхори, Тлондода, Кванада, Гимерсо и в Ахвахский районе в сёлах Тлибишо, Тлиси.
- Бежтинцы (авар. БежтӀал) — проживают в сёлах Бежтинского участка: Бежта (авар. БежтӀа), Хашархота, Тлядал (авар. Кьадал), а также в Азербайджане в селе Кабахчоли (Белоканский район) и в Грузии в селе Чантлискуре (Кварельский район).
- Ботлихцы (авар. Балъхъал) — проживают в селе Ботлих, Миарсо, Ашино и Анхо Ботлихский района.
- Гинухцы (авар. Гьинухъесел) — проживают в селе Генух Цунтинского района.
- Годоберинцы (авар. Гъодоберисел) — проживают в сёлах Годобери, Зибирхали и Беледи Ботлихского района.
- Гунзибцы (авар. Гьунзисел) — проживают в селах Бежтинского участка: Гунзиб (авар. Гьунзиб), Нахада, Гарбутль. Также Гунзибцы проживают в Грузии в селе Сарусо Кварельского муниципалитета.
- Дидойцы (авар. ЦIунтIал) — проживают в Цунтинском районе, а также в селе Цумадинского района — Хушет — и в селении Выше-Таловка Кизлярского района.
- Каратинцы (авар. КIкIаралал) — проживают в сёлах Ахвахского района Карата, Анчих, Цумали, Арчо, Верхнее Инхело, Маштада, Рацитль, Рачабулда и Тукита. В Ботлихском районе они проживают в селе Нижнее Инхело.
- Тиндинцы (авар. ТӀиндал) — проживают в селениях Тинди, Акнада, Ангида, Тисси, Тисси-Ахитли, Эчеда Цумадинского района.
- Хваршины (авар. Хъваршисел) — проживают в Цумадинском районе в селе Хварши.
- Чамалинцы (авар. ЧӀамалал) — проживают в Цумадинском районе в сёлах Цумада, Верхнее и Нижнее Гавкари, Гигатли, Гадири. А также проживают в селе Кенхи (авар. Кванхи) Шаройского района Чеченской Республики.

## Антропология
Кавкасионский тип некоторые учёные считают конечным результатом трансформации каспийского типа в условиях высокогорной изоляции. По их мнению, формирование кавкасионского типа в Дагестане относится к XIV веку до н. э. Рассматривая проблему происхождения кавкасионского типа, академик В. П. Алексеев отметил: «Теоретические споры вокруг проблемы происхождения этого типа привели к более или менее однозначному решению вопроса в составе местного населения центрального предгорного Кавказского хребта не позже, чем в эпоху бронзы, а может быть, и в более раннее время». Однако существует и другая, — более обоснованная и распространённая точка зрения, согласно которой, каспийский антропологический тип не имеет прямого отношения к кавкасионскому, являясь несколько депигментированным в результате смешения с кавкасионцами ответвлением индо-памирской расы. Следует подчеркнуть, что c Каспийского побережья по равнинным и предгорным районам Дагестана и только по долинам Самура и Чирах-Чая представители этой группы проникли высоко в горы.

Аварские кресты и спиралевидная свастика. Резьба по камню

Г. Ф. Дебец засвидетельствовал сходство кавкасионского антропологического типа с древним населением Восточно-Европейской равнины и далее вплоть до Скандинавии, высказав при этом мысль о проникновении предков кавкасионского типа в области их современного расселения с севера.
Несмотря на всё своё своеобразие, за пределами Кавказа кавкасионцам наиболее близок динарский антропологический тип балкано-кавказской расы, характерный в первую очередь для хорватов, черногорцев.
Антропологический тип, ближе всего стоящий к «классическому» кроманьонцу, обычно увязывают с распространением культуры шнуровой керамики. Последняя часто рассматривается как исходная индоевропейская. В эпоху позднего неолита и бронзы культуры шнуровой керамики локализуются по большим пространствам северо-запада европейского побережья и Прибалтики, в Надпорожье и Приазовье, а также в некоторых районах Центральной Европы, где она входит в соприкосновение с культурой ленточной керамики. Во II тысячелетии до н. э. ответвление этой культуры распространяется на Верхнюю Волгу (Фатьяновская культура). По этому поводу Кузьмин А. Г. пишет следующее: «Именно основной антропологический тип населения, связанного с культурами шнуровой керамики, озадачил антропологов чрезвычайно широкой географией своего распространения, тем более что к названным выше областям нужно прибавить ещё Кавказ (кавкасионская группа населения) и Балканы (динарский тип в районе Албании и Черногории). В литературе имеются разные варианты объяснений отмеченного сходства. Один из столпов немецкой националистической археологии Г. Коссина писал о „германской“ экспансии с севера вплоть до Кавказа. Помимо немецких археологов эту точку зрения поддерживали шведский учёный Н. Оберг и финский A.M. Тальгрен. В нашей литературе справедливо указывали на ненаучную подоснову концепции Коссины. Но проблема сама по себе существует, и сравнительно недавно вопрос этот снова был поднят, причём мнение о миграции населения с северо-запада Европы на Кавказ поддержали и некоторые отечественные учёные. В отношении Кавказа это мнение оспорил В. П. Алексеев. Признавая, что „сходство кавкасионского типа с антропологическим типом населения Восточной Европы и Скандинавии… несомненно“, он объяснил его неравномерностью эволюции одного и того же палеолитического предка, то есть отодвинул общий источник вглубь. В то же время он допускает непосредственное родство кавкасионского и динарского типов».
Касаемо антропологического отношения аварского народа Алексеев писал: «Можно указать на антропологическую общность картвельских, нахских и аваро-андо-дидойских народов Кавказа (в эту общность можно включить, правда, ещё ираноязычных осетин и тюркоязычных балкарцев и карачаевцев, вероятен переход их предков на иранскую и тюркскую речь на сравнительно позднем этапе их этногенеза). В предгорных и горных районах центральной части Кавказского хребта проживают народы, морфологически весьма сходные и обнаруживающие своеобразный комплекс антропологических признаков, получивший наименование кавкасионского (по грузинскому наименованию Кавказа — Кавкасиони). Этот комплекс признаков охватывает не только народы, говорящие на картвельских, дагестанских и нахских языках, к нему относятся и осетины, говорящие на одном из иранских языков, балкарцы и карачаевцы, говорящие по-тюркски. В носителях кавкасионского комплекса антропологических признаков можно видеть потомков древнейшего населения, заселившего территорию Кавказа ещё в эпоху палеолита».

## Генетика
По данным к.б.н. Б. Юнусбаева в результате исследования 42 человек (опубликованным в 2006 году) аварцы являются носителями следующих гаплогрупп:
- J1 — 67 %
- L — 10 %
- E1b1b — 7 %
- J2 — 5 %
- K2 — 5 %
- R1a — 2 %
- R1b — 2 %
- R2 — 2 %

По данным д.б.н. О. Балановского в результате исследования 115 человек (опубликованным в 2011 году) аварцы являются носителями следующих гаплогрупп:
- J1-M267 — 58 %
- R1b1b2-M269 — 15 %
- G2a3b1-P303 — 9 %
- J2-M172 — 5 %
- L2-M317 — 3 %
- R1a1a-M198 — 2 %
- N1* — 2 %
- Q-M242 — 1 %
- J2a4b*-M67 — 1 %
- J1e-P58 — 1 %
- I2a-P37.2 — 1 %
- I* — 1 %
- G2a3a-M406 — 1 %
- G2a1a-P28 — 1 %

Данные из научного генетического сайта Genotek.ru — Генетические расстояния народов, рассчитанные по митохондриальной и Y-хромосомной ДНК, немного различаются: по митохондриальной ДНК аварцы ближе всего к грузинам, кумыкам, иранцам, туркам и даргинцам; по Y-хромосомной ДНК — к грузинам, иранцам и туркам. Однако в этом исследовании производили сравнение не со всеми популяциями Кавказа. (Genotek.ru — Аварцы: история, культура и раскрытие их уникальности.) Научный труд, где принимали участие грузинский учёный И. Насидзе и другие, показал генетический рисунок — вариации митохондриальной ДНК и Y-хромосомы на Кавказе. По расчётам генетической близости самые близкие аварцам оказались — рутульцы, иранцы Тегерана, иранцы Исфахана, затем русские (вероятный вклад аварского генофонда в русский проживающий на Кавказе), а также относительно близкое родство (как почти единый кластер по близости) показали осетины ардонцы (алагирцы), осетины дигорцы, даргинцы, абазины, чеченцы и юго-осетины. Причём осетины ардонцы (алагирцы) даже ближе чем даргинцы и чеченцы. Более далеко находятся грузины и совсем далеко находятся от аварцев ингуши и лезгины. (Mitochondrial DNA and Y-Chromosome Variation in the Caucasus. I. Nasidze и другие.)
Согласно генетическим исследованиям народов Восточного Кавказа, по предковым компонентам в генофондах, аварцы и им родственные андо-цезские народы имеют 33 % собственного «аварского» компонента, а остальные ≈ 32,5 % — родственная дагестанская (27 % — «лезгинская», 4 % — «лакская», 1,5 % — «даргинская»), 9 % — «закавказская» (грузинская), 7 % — «иранская», 6 % — «чеченская», 0,5 % — «степная» (тюркская), 12 % — «прочее».

## Язык
Аварский язык относится к нахско-дагестанской группе северокавказской семьи, имеет диалекты, подразделяющиеся на северную и южную группы (наречия), что отчасти отражает былое деление Аварии на Хунзахское ханство и «Вольные общества». В первую включают салатавский, хунзахский и восточный, во вторую — гидатлинский, анцухский, закатальский, карахский, андалальский, кахибский и кусурский; промежуточное положение занимает батлухский диалект. Между отдельными диалектами и диалектными группами в целом отмечаются фонетические, морфологические и лексические различия.
Аварскому языку родственны андо-цезские языки.
Аварский (вместе с другими языками нахско-дагестанской группы) по Дьяконову И. М., является живым продолжением древнего алародийского языкового мира, куда входили и такие, ныне мёртвые языки как кавказско-албанский, хурритский, урартский, гутийский. Также С. А. Старостин полагал, что лакский язык находится в отдалённом родстве с современными аваро-андо-цезскими языками.
Большинство проживающих в России аварцев владеет также русским языком. Некоторые аварцы Хасавюртовского и Буйнакского районов Дагестана свободно изъясняются и на кумыкском языке. Умение говорить и понимать по-тюркски среди аварцев прослеживается, отчасти, и за пределами этих районов, так как тюркский язык в равнинном Дагестане на протяжении многих веков выступал в роли языка-посредника. Этнические аварцы, проживающие в Турции и Азербайджане владеют, соответственно, — турецким и азербайджанским на уровне родного.
Письменность до 1927 года была основана на арабской графике (аджам), в 1927—1938 годах — на латинице, с 1938 года — на основе кириллицы.
В Дагестане имелись национальные школы. С 1938 по 1955 года обучение в школах Западного Дагестана до 5 класса велось на аварском языке, а в старших классах на русском. С 6 класса аварский («родной») язык и литература изучались как отдельные предметы. В 1955/56 учебном году преподавание в школах Аварии с 1 класса было переведено на аварский язык. С 1964/65 учебного года все городские национальные школы в республике были закрыты. В настоящее время на территории Дагестана школьное обучение среди аварцев до третьего класса ведётся на аварском языке, затем — на русском. Но это касается только сельских школ с мононациональным населением, в городах же преподавание ведётся в основном на русском языке. Согласно конституции Дагестана, аварский язык в Дагестане вместе с другими национальными языками имеет статус «государственного», на всей территории республики.
С 2001 по 2016 года на аварском языке из Праги ежедневно вещала Северокавказская студия американской радиостанции «Свобода/Свободная Европа», финансируемой Конгрессом США.

## Религия
Подавляющее большинство верующих аварцев — мусульмане-сунниты шафиитского толка. Распространены суфийские братства — накшбандия, шазилия, кадирия. Однако, как известно из многочисленных источников, аварское государство Сарир (VI—XIII веков) было преимущественно христианским (православным).
Достопримечательностью является Датунский храм села Датун (Шамильский район), возведённый в X веке. Вблизи сёл Урада, Тидиб, Хунзах, Галла, Тинди, Кванада, Ругуджа и др., археологами обнаружены типично мусульманские могильники VIII—X веков. Начав с середины VII века (с района Дербента), ислам медленно, но систематически расширял ареал своего влияния на весь Дагестан, охватывая одно селение за другим, пока в XV веке окончательно не проник в самые отдалённые районы Дагестана.

## Происхождение и история

### Как часть племён кавказских албанцев
Интересные данные о языке албан сообщает Мовсес Хоренаци, который отмечает, что язык одного из значительных албанских племен — гаргарейцев — «богат горловыми звуками», к гаргареям учёные относят рутулов и ингушей. О вхождении Закатальского округа с глубокой древности в состав Кавказской Албании говорят не только античные источники, но и ряд исследователей (Д. Бакрадзе, И. П. Петрушевский и др.).
Страбон, ссылаясь на спутника Помпея Феофана Митиленского, пишет, что «между амазонками и албанами живут гелы и леги — скифы», а Плутарх, говоря об «амазонках», отмечает, что «между ними и албанами обитают гелы и леги». Племена каспиев, по мнению исследователей, населяли обширные юго-западное и западное побережья Каспия и возглавляли здесь, судя по сведениям древних источников, союз племён. От них происходит и название Каспийского моря.
В I веке н. э. у Плиния Старшего упоминаются племена лпинов и сильвов: «…С другой стороны, начиная от границ Албании, по всему челу гор (живут) дикие племена сильвов, а ниже лупении (лубиении) — затем дидуры и соды». По мнению Гейбуллаева, потомками племен лбинов и сильвов, живших в Кавказской Албании и составлявших одну из её областей — Лпин, являются аварцы. Царство лпинов — Лпинк — одно из важных христианских государств Закавказья: царь этой страны получает послание Иездигерда II так же, как и армянский, иберский и албанский цари. Во время восстания 450—451 годов войско лпинов помогало персам подавлять движения армян и албанцев.
Дагестанские историки Хапизов Шахбан Магомедович и Айтберов Тимирлан Магомедович пишут о прочных связях в древний период Сарира и Алании. В том числе совместные военные походы аварцев и осетин. Обращено внимание на примеры возможной этнической инфильтрации аварцев и осетин ещё в XI–XIII вв. Эти процессы показаны на примере раскрытия этимологий аварского поселения Аргвани и осетинского поселения Нузал. В связи с этим высказано предположение о миграции алан в Аварию в XI–XII вв. и основании ими селения Аргвани, а также о возможном перемещении авароязычного населения в Алагирское ущелье Алании, где в тот же период возникло поселение Нузал. Контакты с Аланией нашли отражение и в ономастике, в частности в именах некоторых аварских правителей, имевших аланские корни. Это относится к имени Урусмаг, распространённому среди аварской знати в XV—XVI веках.

### Хунз — кавказские хуны «Земли Трона»

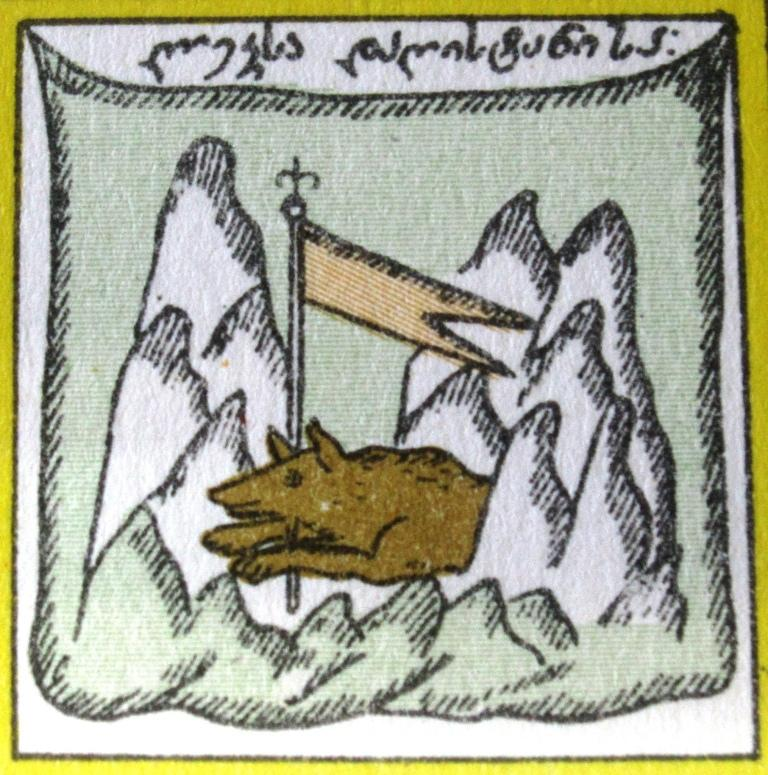
Герб Аварии/Лекети.

В VI веке через Северный Кавказ в Европу вторглись авары («вархуны») — кочевой народ из Центральной Азии, вероятно — протомонголо-восточно-иранского происхождения, вобравший в себя на раннем этапе и какое-то количество так называемых «сино-кавказцев», (а позднее — угров и тюрок), хотя полного единства по вопросу их этногенеза не существует. По-видимому, часть их, осев в Дагестане, дала начало государству Сарир или же внесла свой существенный вклад в его усиление. К сторонникам этой «инфильтрационной» точки зрения на аварский этногенез и складывание государственности принадлежат: Й. Маркварт, О. Прицак, В. Ф. Минорский, В. М. Бейлис, М. Г. Магомедов, А. К. Аликберов, Т. М. Айтберов. Последний считает, что пришлый этнический элемент способствовал реорганизации и консолидации аварского народа не только силой оружия: «Есть основания полагать, что правители доисламского „Авара“, располагавшегося в дагестанских горах, опираясь, видимо, на свои познания, идущие из Азии, поняли значимость единого языка в пределах государственного образования, претендующего на многовековое существование, и, причём, языка специфического, достаточно обособленного от речи соседей. Затрачивая определённые и немалые средства, правители способствовали его формированию и развитию — как минимум в пределах Сулакского бассейна. Небезынтересно в данной связи, что, раннесредневековая христианская пропаганда на указанной территории, успешно проводившаяся аппаратом католикоса Грузии, шла также на едином для всех аварцев языке. Позднее, в XII веке, арабо-мусульманский разведчик ал-Гардизи отметил, что в южном Дагестане и в традиционно даргинской зоне современная ему культура развивается на нескольких близкородственных языках, а в аваро-андо-цезских горах, где местные наречия были и есть — на одном только аварском. В этом обстоятельстве нам видится прямой результат целенаправленной языковой политики аварских владык».
Не видит каких-либо серьёзных причин для сомнений в правоте сторонников инфильтрационной точки зрения и лингвист Харальд Хаарманн, также увязывающий дагестанский этноним «авар» с наследием евразийских аваров~вархонитов. Венгерский археолог и историк Иштван Эрдейи (в литературе на русском языке распространена ошибочная транскрипции — «Эрдели»), хотя и подходит к этой теме крайне осторожно, но всё же не отрицает возможность наличия связи между евразийскими аварами и кавказскими аварцами: «…По сведениям древних авторов, среди правителей аварцев Серира (древнее название Дагестана) был один по имени Авар. Быть может, кочевники авары, продвигаясь на запад, временно останавливались в степях Северного Дагестана и политически подчинили или сделали своим союзником Серир, столица которого до IX веке находилась в селе Тануси (недалеко от современного с. Хунзах)». Схожую позицию занимает дагестанский историк Мамайхан Агларов. Немецкий исследователь Карл Менгес считал аваров протомонголами, «чьи следы», якобы, «обнаруживаются в Дагестане».
Возможно, ситуацию с существованием разных «аваров» возможно несколько проясняет высказывание Хауссига Г. В., полагавшего, что реальными аварами следует считать всё же племена «уар» и «хуни», что же касается имени «авар» у иных народов, то в данном случае мы имеем дело, по-видимому, с чем-то вроде грозного прозвища: "Слово «авары» являлось прежде всего не названием определённого народа, а было обозначением мифических существ со сверхчеловеческими способностями. Славянское обозначение великанов «обры» — авары так долго наводившие ужас как на западную, так и на восточную Европу. (Серир). Первые упоминания об этом владении относятся к VI веку. На севере и северо-западе Сарир граничил с аланами и хазарами. Наличие общей границы между Сариром и Аланией подчёркивает и ал-Масуди.

#### Расцвет Аварского государства
Согласно Мухаммадрафи аш-Ширвани Суракат правил в городе «Танус», расположенном в «области Авар», «а он сильнейший из городов Дагестана своей мощью…». В казну Сарира, согласно тому же источнику, поступали налоги «от всех
обитателей Дагестана, начиная от Черкесии и до города Шемахи», который располагается в Ширване, в пределах современного Азербайджана.
Азербайджанский учёный XIX века Аббас-Кули-ага Бакиханов пишет, что «в городе Танусе, древней столице Аварии, был могущественный и грозный эмир, которого звали Сурака, обращенный из мусульман в язычники и получивший титул нусал». Далее он продолжает: «Этот Сурака, владея землями от границ Шемахи до земель черкесов, взимал со всех княжеств и обществ, дань наличными деньгами, скотом, товарами, хлебом, фруктами и даже куриными яйцами».
Арабский географ и путешественник Ибн Русте (X в.) сообщает, что царя Сарира зовут «Авар» (Auhar). С X века прослеживаются тесные контакты Сарира с Аланией, сложившиеся, вероятно, на антихазарской почве. Между правителями двух стран был заключён договор, и они взаимно отдали друг за друга сестёр. С точки зрения мусульманской географии Сарир как христианское государство находился в орбите Византийской империи. Ал-Истахри сообщает: «…В государство Рум входят пределы… Рус, Сарир, Алан, Арман и все другие, кто исповедует христианство». Отношения Сарира с соседними исламскими эмиратами Дербентом и Ширваном были напряжёнными и с обеих сторон изобиловали частыми конфликтами. Однако, в конечном счёте, Сариру удалось нейтрализовать опасность исходившую оттуда и даже вмешиваться во внутренние дела Дербента, оказывая поддержку, по-своему усмотрению, той или иной оппозиции. К началу XII века Сарир в результате внутренних распрей, а также складывания широкого антихристианского фронта в Дагестане, повлёкшего за собой экономическую блокаду, распался, и христианство оказалось постепенно вытеснено исламом. Дошедшие до нас имена царей Сарира, как правило, — сирийско-иранского происхождения.

#### Монгольское нашествие
Территория Аварии и западные даргинские территории в отличие от остального Дагестана не были затронуты монгольским нашествием XIII века. В период первого похода монгольских отрядов во главе с Джебе и Субудаем на Дагестан (1222 год), сарирцы приняли активное участие в борьбе против врага монголов хорезмшаха Джелал ад-Дина и его союзников — кыпчаков. События, связанные со вторым походом, происходили следующим образом: весной 1239 года от огромного войска, осаждавшего в предгорьях Центрального Кавказа аланскую столицу Магас, отделился сильный отряд под командованием Букдая. Пройдя Северный и Приморский Дагестан, он свернул в районе Дербента в горы и к осени дошёл до агульского села Рича. Оно было взято и уничтожено, о чём свидетельствуют также эпиграфические памятники этого селения. Затем монголы прошли в земли лакцев и весной 1240 года овладели их главным опорным пунктом — селом Кумух. Мухаммед Рафи отмечает, «что обитатели Кумуха сражались с большим мужеством, и последние защитники крепости — 70 юношей — погибли в квартале Кикули. Саратан и Каутар опустошили Кумух… и все князья Кумухские, происходящие от Хамзы, рассеялись по разным частям света». Далее, по сообщению Рашид-ад-Дина известно, что монголы дошли до «области Авир» — это Аварская земля. Однако каких-либо сведений о враждебных действиях монголов Букдая по отношению к аварцам нет.

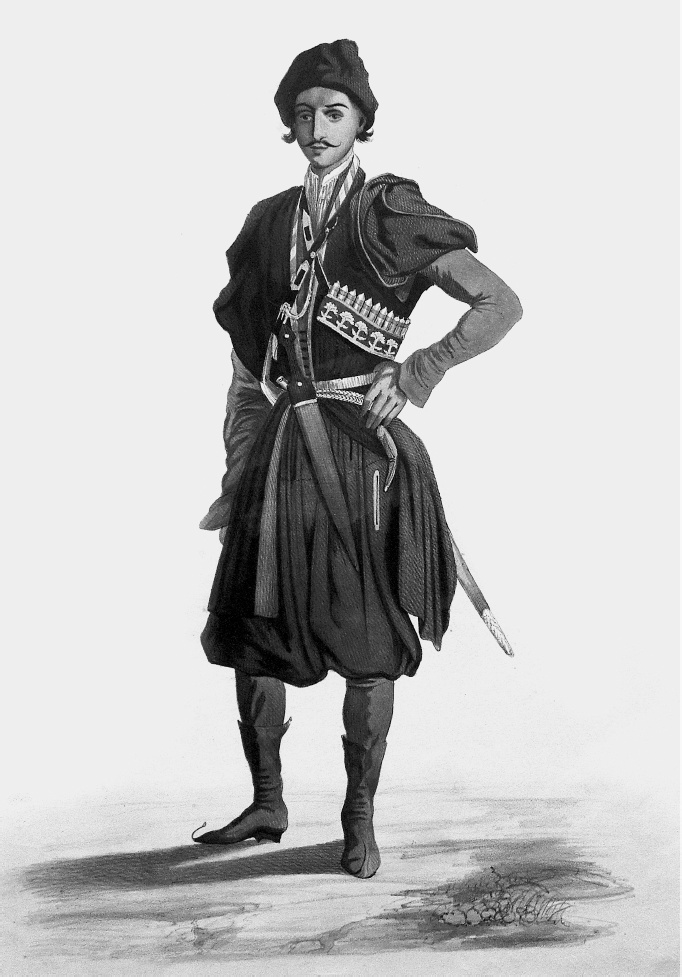
Джарский аварец. Г. Гагарин

Осенью 1242 года монголы предприняли новый поход в Горный Дагестан. По всей видимости, они проникли туда через Грузию. Однако путь завоевателям преградили аварцы во главе с аварским ханом. Все попытки монголов покорить Аварию не имели успеха. Мухаммед Рафи пишет о заключённом союзе между монголами и аварцами — «такой союз был основан на дружбе, согласии и братстве», — подкреплённом к тому же и узами династических браков. По мнению современного исследователя Мурада Магомедова, правители Золотой Орды способствовали расширению границ Аварии, возложив на неё роль сборщика дани с многочисленных покорённых на Кавказе народов: «Изначально установившиеся мирные взаимоотношения между монголами и Аварией могут быть связаны и с исторической памятью монголов. Они, очевидно, имели информацию о воинственном Аварском каганате, сложившемся в IV веке на древней территории Монголии… Возможно, сознание единства прародины двух народов и определило лояльное отношение монголов к аварам, которых они могли воспринять как древних соплеменников, оказавшихся на Кавказе задолго до них… С покровительством монголов, очевидно, следует связывать и отмеченное в источниках резкое расширение границ государства и развитие хозяйственной деятельности в Аварии… Об этом можно судить и из сообщений Хамдуллы Казвини, который отмечает о довольно обширных размерах Аварии в начале XIV в. (протяжённостью якобы в один месяц пути), объединявшей равнинные и горные районы».
К 1404 году относится первое достоверное упоминание населения Нагорного Дагестана под названием «авары», оно принадлежит Иоанну де Галонифонтибусу, который писал, что на Кавказе живут «черкесы, леки, йассы, аланы, авары, казикумухи». В завещании нуцалхана (то есть «правителя») Аварского — Андуника, датированном 1485 годом, последний также использует этот термин, именуя себя «эмиром вилайата Авар».
В последующий период предки современных аварцев зафиксированы в составе Аварского и Мехтулинского ханств; некоторые объединённые сельские общины (так называемые «вольные общества») сохраняли демократический строй правления (наподобие древнегреческих полисов) и независимость. На Южном Кавказе таким статусом обладала так называемая Джарская республика — государственное образование закавказских аварцев в союзе с цахурами. В Дагестане наиболее были известны республики — Андалал (авар. Гьандалал), Анкратль (авар. Анкьракь) и Гидатль (авар. Гьид). При этом аварцы обладали единой правовой системой, основным источников права был адат. Часть аварских сёл нынешнего Чародинского района (*включая арчинцев) а так же Бухты, Шангода, Шитли входили в состав Кази-Кумухского ханства.

#### Походы Надир-шаха
В первой половине XVIII века Авария оказались под угрозой завоевания империей Надир-шаха, чьи границы простирались от Индии до Ирака и дагестанских гор. В 1730-е годы начались первые военные столкновения аварцев с персами. Персидский шах неоднократно предпринимал попытки покорить горцев Дагестана, однако ни одна из них не увенчалась успехом. В одной из таких экспедиций, предпринятой осенью 1738 года, у аварского села Джар был разбит 32 тысячный отряд брата Надир-шаха Ибрагим-хана, сам он был убит. В этом сражении персы потеряли около 24 тысяч человек убитыми. Жаждая мести за брата, шах двинул 100 тысячную армию в Дагестан. Встречая здесь сопротивление местных народов, Надир-шах отвечал зверствами: сжигал целые аулы, истреблял население и тому подобное. В августе 1741 года казикумухский хан Сурхай изъявил покорность Надир-шаху. Вскоре сдались кайтагский уцмий и вступившие с ним в союз сыновья Сурхай-хана, Мехти-хан, тарковский шамхал Хасбулат, акушинский кадий и прочие правители и старейшины. Только аварцы не покорились ему, из за чего Надир-шах начал готовить вторжение в их земли. Покорив на своём пути все народы, в сентябре 1741 года персы вступили на аварскую землю, на территорию общества — Андалал.
К сентябрю 1741 года почти весь Дагестан уже находился в руках персов, «единственной непокорённой цитаделью Дагестана осталась Авария». Как верно заметил английский историк Л. Локкарт:

Пока Авария оставалась непокорённой, ключ к Дагестану был в недосягаемости Надир-шаха.
Грозная опасность, нависшая над Аварией, сплотила аварские общества. Андалалский кадий Пир-Мухаммад обратился с посланием о поддержке ко всем обществам. Религиозный лидер Андалала Ибрагим-Хаджи Гидатлинский до этого дважды обращался к персидскому шаху, уговаривая его не вести ненужную войну с мусульманами. Более того, к Надир-шаху, по преданиям, были направлены послания и парламентарии из Андалала. Дело кончилось их казнью. После этого андалальский кадий сказал: «Теперь между нами не может быть мира. Пока рассудок наш не помутится, будем воевать и уничтожим вторгшегося врага».
Персы выступили в Аварию с двумя крупными группировками во главе с Люфт Али Ханом и Гайдарбеком через Аймакинское ущелье в Ботлих и Анди, и отрядом под командованием самого шаха в Андалал, а затем оттуда в Хунзах. Тем самым покорив аварцев силой оружия, Надир-шах намеревался завершить покорение Дагестана.
Поход в Аварию был страшно непопулярен среди воинов шаха. По сообщению современника — русского резидента при персидском дворе И. Калушкина, воины шли в Аварию «с вящим нехотением». Персидские воины слышавшие об неприступных аварских горах «о шахе всякие поносительные слова с крайним руганием явно произносили».
И. Калушкин в реляции от 21 сентября 1741 года рассказывает о безуспешности военных действий против аварцев. «В стычках с аварцами шахское войско почти непременно терпело неудачу». По сообщению Калушкина персидские солдаты сами признавались, что «что десять человек против одного лезгинца (то есть дагестанца) стоять неспособны». Аварцы сбрасывали с гор камни на проходившие внизу отряды. В сентябре 1741 года произошла битва в Аймакинском ущелье. Здесь персидское войско под возглавляемое Люфт Али Ханом и Гайдарбеком было наголову разгромлено. Большая часть 20-тысячной армии была истреблена. От 4-тысячного отряда Хайдар-бека уцелело только 500 человек. А от 6-тысячного отряда в живых осталось всего 600 человек. Победителям досталось очень много трофеев: 19 пушек, много боеприпасов и весь обоз.
Затем произошла битва у подножия Турчидага. Пять дней продолжалось сражение. Несмотря на значительное численное и техническое превосходство противника, аварцам удалось нанести сокрушительное поражение иранскому завоевателю, не знавшему до столкновения с аварскими обществами ни одной военной неудачи и находившегося в зените своего могущества. «Упорная борьба аварцев надломила силы шахского войска». После боёв под сёлами Согратль, Чох и Обох, более чем 100-тысячная армия Надира — союзника России по антитурецкой коалиции — поредела до 25—27 тысяч. Отступали его войска «и таким ускорительным маршем, который по справедливости за побег причесть можно», сообщал в реляции из Дербента от 28 сентября 1741 года И. Калушкин. «Отступающее войско подвергалось непрерывным атакам аварцев» и «иногда шаха так жестоко били, что его самого принуждали троекратно к обороне назад оборачиватца».
Потери были огромны, по окончании похода от 52 тысяч осталось не более 27 тысяч, «между которых весьма много хворых и раненых, и все в гнусном состоянии содержатся». По другим данным, шахские войска потеряли 30 тысяч человек, более 33 тысяч лошадей и верблюдов, 79 пушек, бо́льшую часть вооружения и снаряжения. По пути аварцы несколько раз догоняли их и наносили удары. Надир отступал через Кукмадагский перевал. Таким образом шах добрался до Дербента «с половиной войска», «лишившись казны, имущества и почти всех вьючных животных».
Набеги аварцев на Дербент, на шахские отряды и на лагерь и «стали быть неистерпимы». В октябре 1741 года Надир-шах лично возглавил второй поход в Аварию. Безуспешные операции проводимые вплоть до 1742 года вынудили Надир-шаха «ласкательными способами тот упорный народ к послушанию уловить». Для этого Надир послал шамхала и Сурхай-хана в Аварию «тамошних старейшин добровольно к покорению привлекать с повторяемым обнадёживанием, что им никаких налогов учинено не будет». «Однако Сурхай-хан не смог подкупить аварских старшин при помощи шахских денег». Получив решительный отказ Надир-шах через некоторое время отступил из Аварии.
Разгром полчищ Надир-шаха в Аварии вдохновил на борьбу народы, находившиеся под гнётом иранцев. Дагестанские аулы, покорённые Надиром, один за одним поднимали восстания и громили отступавших воинов шаха. Весть о поражении Надир-шаха в Андалале, по свидетельству турецких историков Эрела и Гекдже, «встретили в Стамбуле с огромной радостью и восторгом» как важный фактор, отодвинувший угрозу нападения Ирана на Турцию. С удовлетворением была воспринята весть о поражении Надира и в Петербурге. Как сообщалось: «В Стамбуле давали салюты. В Петербурге не могли скрыть радость и облегчение».
Остатки персидского войска рассеялись по Дагестану и Чечне. Чеченский этнограф XIX века Умалат Лаудаев сообщает об этом:

Персияне, разбитые аварцами при Надир-шахе, рассеялись по Дагестану, из них некоторые поселились между чеченцами.
Кампания 1741—1743 годов против аварцев дорого обошлась иранскому государству. Характеризуя состояние Ирана в эти годы, Братищев в письме к канцлеру Алексею Черкасскому указывал, что в продолжение двух лет шах не смог справиться с местным населением, которое «к защищению своему имело только ружьё и саблю, но лишь вконец разорил своё государство, подорвал свои сбродные силы. Благодаря его суровости и жестокости народ обнищал».

### Экспансия XVI—XVII веков
XVI—XVII века характеризуются процессами усиления феодальных отношений в Аварском нуцальстве. В этот период продолжалось интенсивное переселение аварцев в Джаро-Белоканы. Используя благоприятный момент ослабления, а затем и распад шамхальства, аварские ханы подчинили своей власти соседние сельские общины багвалинцев, чамалинцев, тиндинцев и других, за счёт которых значительно расширили свою территорию. Наибольших успехов в этом достиг Умма-хан Аварский (по-прозвищу «Великий»), правивший в 1774—1801 года.. Умма-хану платили дань грузинский царь Ираклий II, дербентский, кубинский, шекинский, бакинский, ширванский ханы, вассал Турции — паша Ахалцихский, население Тушетии. Во время военных действий союзные с хунзахским ханом общества обязаны были поставлять войско и обеспечивать его всем необходимым. Говоря о Умма-хане, Ковалевский С. С. отмечает, что он — человек больших предприятий, отважности и храбрости. Собственное его владение было небольшое, но влияние на окрестные народы «весьма сильное, так что он представляет собою как бы повелителя Дагестана».
Характеризуя Умма-хана подполковник генштаба русской армии Неверовский пишет,

что ни одно владетельное лицо в Дагестане не достигало до той степени могущества, как Омар-Хан Аварский. И если Казикумыки гордятся своим Сурхай-Ханом, то Аварцы, всегда самое сильное племя в горах, ещё более имеют права вспоминать с гордостью об Омар-Хане, бывшем действительно грозою всего Закавказья, правивший своим племенем деспотично и беспощадно. Аварец, ослушавшийся своего господина, терял всякую надежду на милость его, и ожидая смерти от своего хана, надеялся лишь только на то, что семья его будет помилована..
По свидетельству Я. Костенецкого,

Авария была некогда самым сильнейшим в горах Лезгистана обществом — ханством. Она не только владела многими, теперь уже от неё независимыми обществами, но была почти единственною повелительницею в этой части гор, и ханов её трепетали все соседи.

### Кавказская война иИмамат Шамиля
В 1803 году часть Аварского ханства вошла в состав Российской империи. Однако, первоначально царская администрация допустила целый ряд серьёзных ошибок и просчётов. Тяжёлые поборы и подати, экспроприация земель, вырубка лесных угодий, строительство крепостей, повсеместные притеснения вызвали недовольство народа, прежде всего его наиболее свободолюбивой и воинственной части — «узденства» (то есть «свободных общинников»), никогда прежде не живших под подобного рода правлением. Все сторонники России ими были объявлены «безбожниками» и «предателями», а царская администрация «проводниками рабского строя, — унизительного и оскорбительного для истинных мусульман». На этой социально-религиозной основе в начале 1820-х годов началось антицарское движение горцев под лозунгами шариата и мюридизма. В конце 1829 года при поддержке общепризнанного духовного лидера Кавказа — лезгина Магомеда Ярагского (Мухаммед аль Яраги), избирается первый имам Дагестана аварец — мулла Гази-Мухаммед из села Гимры. Гази-Мухаммед с небольшим отрядом своих приверженцев вводил шариат в аварских аулах, зачастую силой оружия. Организовав в начале 1831 года укреплённый лагерь Чумгесген, Гази-Мухаммед совершил ряд походов против русских. Вскоре, во время сражения в своём родном селе, Гази-Мухаммед погиб.
После гибели Гази-Мухаммеда мюридское движение локализовалось в рамках обществ нагорного Дагестана и переживало далеко не лучшие времена. По инициативе шейха Магомеда Ярагского (Мухаммед аль Яраги) был созван «высший совет алимов» — улама, вторым имамом был избран Гамзат-бек из села Гоцатль, который в течение двух лет продолжал дело Гази-Мухаммеда — «газават» («священную войну»). В 1834 году им была истреблена ханская династия, что вызвало гнев среди хунзахцев. После убийства ими Гамзат-бека, имамом избрали Шамиля — ученика Магомеда Ярагского (Мухаммед аль Яраги) и сподвижника Гази-Мухаммеда, который возглавил национально-освободительное движение горцев в течение 25 лет. Все эти годы Шамиль оставался единоличным политическим, военным и духовным лидером не только Дагестана, но и Чечни. Носил официальный титул — Имам. В 1842—1845 года на территории всей Аварии и Чечни, Шамилем было создано военно-теократическое государство — имамат, со своей иерархией, внутренней и внешней политикой. Вся территория имамата была разделена на 50 наибств — военно-административные единицы, во главе которых стояли наибы, назначенные Шамилём.
Исходя из опыта войны, Шамиль провёл военную реформу. Была проведена мобилизация среди мужского населения в возрасте от 15 до 50 лет, войско разбито на «тысячи», «сотни», «десятки». Ядро вооружённых сил составляла конница, включавшая гвардию «муртазеков». Общая численность войск Шамиля доходила до 15 тыс. человек. Согласно данным чеченского наиба Шамиля Юсуфа хаджи Сафарова, в 1856 году, незадолго до падения Имамата, войско Имамата состояло из аварских и чеченских мюридов. Аварцы предоставляли Шамилю 10480 воинов, которые составляли 71,10 % всего войска. Чеченцев же насчитывало 28,90 %, общей численностью в 4270 человек, когда большая часть Чечни уже была завоевана Российской империей.
При Шамиле было налажено изготовление артиллерийских орудий, пуль, пороха. Он имел звание маршала Османской империи, а в июле 1854 года официально получил звание генералиссимуса. Долгая война разрушала хозяйство, приносила огромные людские и материальные потери, многие селения были разрушены и сожжены. Шамиль, ввиду относительной малочисленности аварского и чеченского народов, пытался обрести среди единоверных мусульман как можно больше союзников, но вовсе не горел желанием присоединяться к Турции. В военных действиях участвовали чеченцы, аварцы, лакцы, даргинцы, лезгины, кумыки и другие народы Дагестана.
Что касается военной подготовки аварцев, генерал царской армии Василий Потто писал:

Горская армия многим обогатившая русское военное дело, была явлением необычной силы. Это была, безусловно, сильнейшая народная армия, с которой встретился царизм. Чисто военная тренировка кавказского горца казалась удивительной. Ни горцы Швейцарии, ни марокканцы Абд эль-Кадера, ни сикхи Индии, никогда не достигали в военном искусстве таких поразительных высот, как аварцы и чеченцы.
Бестужев-Марлинский, служивший на Кавказе, пишет об аварцах:

Аварцы — народ свободный. Они не знают и не терпят над собой никакой власти. Каждый аварец называет себя узденем, и если имеет есыря (пленного), то считает себя важным барином. Бедны, следственно, и храбры до чрезвычайности; меткие стрелки из винтовок — славно действуют пешком; верхом отправляются только в набеги, и то весьма немногие. Верность аварского слова в горах обратилась в пословицу. Дома тихи, гостеприимны, радушны, не прячут ни жен, ни дочерей — за гостя готовы умереть и мстить до конца поколений. Месть для них — святыня; разбой — слава. Впрочем, нередко принуждены бывают к тому необходимостью…

Аварцы — самое воинственное племя, сердечники Кавказа.
Во время покорения горного Дагестана в конце существования Имамата аварцы с радостью встречали русские войска:

 Аварцы говорили: Мы уже шестнадцать лет грызем железо Шамиля, дожидаясь, чтоб вы протянули нам руку. Теперь пришёл конец его царству
Джабраил Мурдалов упоминал аварцев очень сильным и воинственным народом.

### Конец священной войны
Царизм же не преминул извлечь уроки из своих ошибок и неудач и в корне поменял тактику, временно отказавшись от политики жёсткого колониального гнёта. В таких условиях мюридистские лозунги о необходимости ведения «священной войны» с Россией до последнего подростка, способного держать в руках оружие, не считаясь при этом ни с какими жертвами, ни с какими потерями, — стали восприниматься горцами как сумасбродные и гибельные. Авторитет Шамиля и его наибов стал таять. Шамилю нередко приходилось воевать не только с русскими, но и со своими «фрондёрами». Так, часть аварцев (прежде всего, хунзахцы и чохцы) сражалась на стороне России в подразделениях горской милиции и дагестанском конном полку. После капитуляции Шамиля все аварские земли были включены в состав Дагестанской области. В 1864 году Аварское ханство было упразднено, а на его территории образован Аварский округ. По отношению к аварцам в Дагестане имеются многочисленные факты, свидетельствующие о наделении их такими льготами и привилегиями, которыми было обделено даже подавляющее большинство самих русских. В частности, это касается быстрого предоставления высоких воинских наград, дворянских званий, офицерских чинов. Пленённому Шамилю со стороны царя были оказаны максимальные почести. Царская администрация и русские военачальники очень высоко отзывались о Шамиле как о мужественной и порядочной личности, подчёркивали его незаурядный талант полководца и политика. Аварцы при императоре Александре II входили в состав лейб-гвардейских подразделений царского конвоя, в том числе несли караульную службу в дворцовых покоях монаршей семьи.
К началу Кавказской войны в Дагестане жило около 230 тысяч аварцев, а на территории Чечни более 600 тысяч чеченцев. Войны с Российской империей привели к тому, что аварцев и чеченцев к концу Кавказской войны осталось менее половины у аварцев и только четверть от былой численности чеченцев. При первой переписи Российской империи в 1897 году (через 30 лет после окончания войны), численность аварцев достигало 158,6 тысячи человек, а чеченцы достигли численности довоенных лет. В 1926 году аварцев в Дагестане насчитывалось 184,7 тысячи человек. Одним из последствий Кавказской войны стала также эмиграция дагестанцев в Османскую империю. Царская администрация поначалу даже поощряла это явление, но после того как эмиграция стала из года в год приобретать характер массового исхода аварского народа в Турцию, ей стали препятствовать. Царизм, с одной стороны, не мог заселить аварские горы казаками, а с другой — оказался свидетелем использования Османской империей северокавказского этнического элемента в качестве ударных войсковых соединений против своих внутренних и внешних врагов.
После Кавказской войны аварцы часто поднимали восстания, как было в 1860—1862 годах в Западной Аварии под предводительством имамов из Чечни, в 1863 году в Джарах, в 1871 и затем во время русско-турецкой войны 1877—1878 годов и др.

### В составе СССР
В 1921 году была образована Дагестанская АССР. В конце 1920-х годов на землях, населённых аварцами, началась коллективизация и индустриализация.[прояснить]
В 1928 году был создан аварский алфавит на латинской основе (в 1938 переведён на кириллицу). Открывались многочисленные аварские школы, язык стали преподавать в вузах, появилась национальная светская интеллигенция.
В 1940—1960-е годы многие аварцы переселились из горной местности на равнину, преимущественно на территории Кизлярского, Кизилюртовского, Хасавюртовского районов. В 1980-х годах началось формирование этнополитических движений (Аварское народное движение имени имама Шамиля и др.)

## Культура и обычаи

Свастика и кресты мальтийского типа из Аварии. Резьба по камню

### Традиционный образ жизни
В основе социальной организации народа лежала сельская община, состоявшая из кровнородственных объединений — тухумов; существовали мужские союзы, была распространена эндогамия. Члены общины являлись частными собственниками, но в то же время и совладельцами собственности общины (пастбищ, лесов и др.). Средняя община включала 110—120 дворов. Главой общины был старейшина (с конца XIX века — старшина), избиравшийся на сельском сходе (джамаате) всем мужским населением старше 15 лет. К концу XIX века роль сельских общин в жизни аварцев заметно снизилась; старшины находились под сильным давлением российских властей.
Традиционное поселение аварцев — крепость, состоящая из плотно прилегающих друг к другу домов (каменных, с плоской крышей, обычно двух- или трёхэтажных) и боевых башен. Все поселения ориентированы на юг. В центре поселений обычно устраивалась площадь, являвшаяся местом общественного схода; здесь же, как правило, располагалась мечеть. Жизнь аварской семьи почти всегда протекала в одной комнате, имевшей существенно бо́льшие размеры сравнительно с другими помещениями. Важнейшим элементом комнаты был очаг, находившийся в её центре. Украшением комнаты являлся также столб с орнаментом. В настоящее время интерьер жилищ аварцев близок к городским квартирам.
Аварцы занимаются животноводством (на равнинах — скотоводством, в горах — овцеводством), полеводством (в горах развито террасное земледелие; выращиваются рожь, пшеница, ячмень, овёс, просо, тыква и др.), садоводством (абрикосы, персики, слива, алыча и др.) и виноградарством. Издавна развиты ковровое дело (преимущественно в Тляратинском и Хунзахском районах: производство ворсовых и безворсовых, войлочных ковров, подушек, хурждинов — перемётных сумок), узорное вязание из шерсти и сукноделие (особенно в сёлах Корода, Ругуджа), плетение циновок из шерсти с добавлением осоки, обработка кож, чеканка по меди, изготовление оружия и серебряных украшений (в сёлах Ругуджа, Согратль, Гоцатль, Чох, Унцукуль, Гамсутль), резьба по камню и дереву (в сёлах Чох, Ругуджа и других). С конца XIX века получило широкую известность производство различных изделий (сосудов, шкатулок, тросмтей, трубок) из кизилового дерева с медной, серебряной, мельхиоровой насечкой; главным центром этого промысла стало село Унцукуль. К концу XX века усилилась зональная специализация сельского хозяйства; так, в горах упало значение земледелия. Аварцы заняты также в промышленности и сфере услуг.

### Традиционная культура
Аварцы имели развитый фольклор. Основными его жанрами были героические песни (например, «Сражение с Надир-ханом»), исторические песни, лироэпические песни (лахъи балай — «длинная песня»), песни-плачи, исполняемые мужчинами с инструментальным сопровождением; женские песни (колыбельные, любовные). Песни исполняются в один голос, используются диатонические лады. Традиционные аварские музыкальные инструменты — чагана (смычковый), чагур (струнный), ясты-балабан и зурна (язычковые: зурма-къили, зурна-къал), лалу (вид свирели), бубен тэп, барабан гавал, т|aмур, пандур. В XIX веке распространился струнный инструмент комуз, с XX века используется также балалайка.
Наиболее популярной и типично горской символикой в Дагестане считаются свастики, прежде всего — спиралевидной формы и с округло загнутыми краями, а также мальтийские кресты, лабиринты в большом количестве встречающиеся на резных камнях, старинных коврах и женских украшениях. Заслуживает упоминания и то, что хунзахские ханы нередко использовали в качестве государственной эмблемы (в том числе — на стягах) изображение «волка со штандартом», а андийцы — «орла с саблей».
В прошлом весь аварский народ, за исключением зависимого сословия, представлял «бо» (< *bar < *ʔwar) — вооружённое ополчение, народ-войско. Это обстоятельство предъявляло высокие требования к духовно-физической подготовке каждого потенциального «бодулав» (то есть «военнообязанного», «ополченца»), и, естественно, сказалось на культивировании среди аварской молодёжи таких видов единоборств без оружия как «хатбай» — разновидность спортивной драки, практиковавшей удары ладонями, «мелигъдун» (поединки с применением шеста, вкупе с ударной техникой ног) и борьбы на поясах. Впоследствии все они были вытеснены, в основном вольной борьбой и восточными единоборствами, ставшими для аварцев почти национальными и весьма престижными видами спорта.

### Традиционная одежда

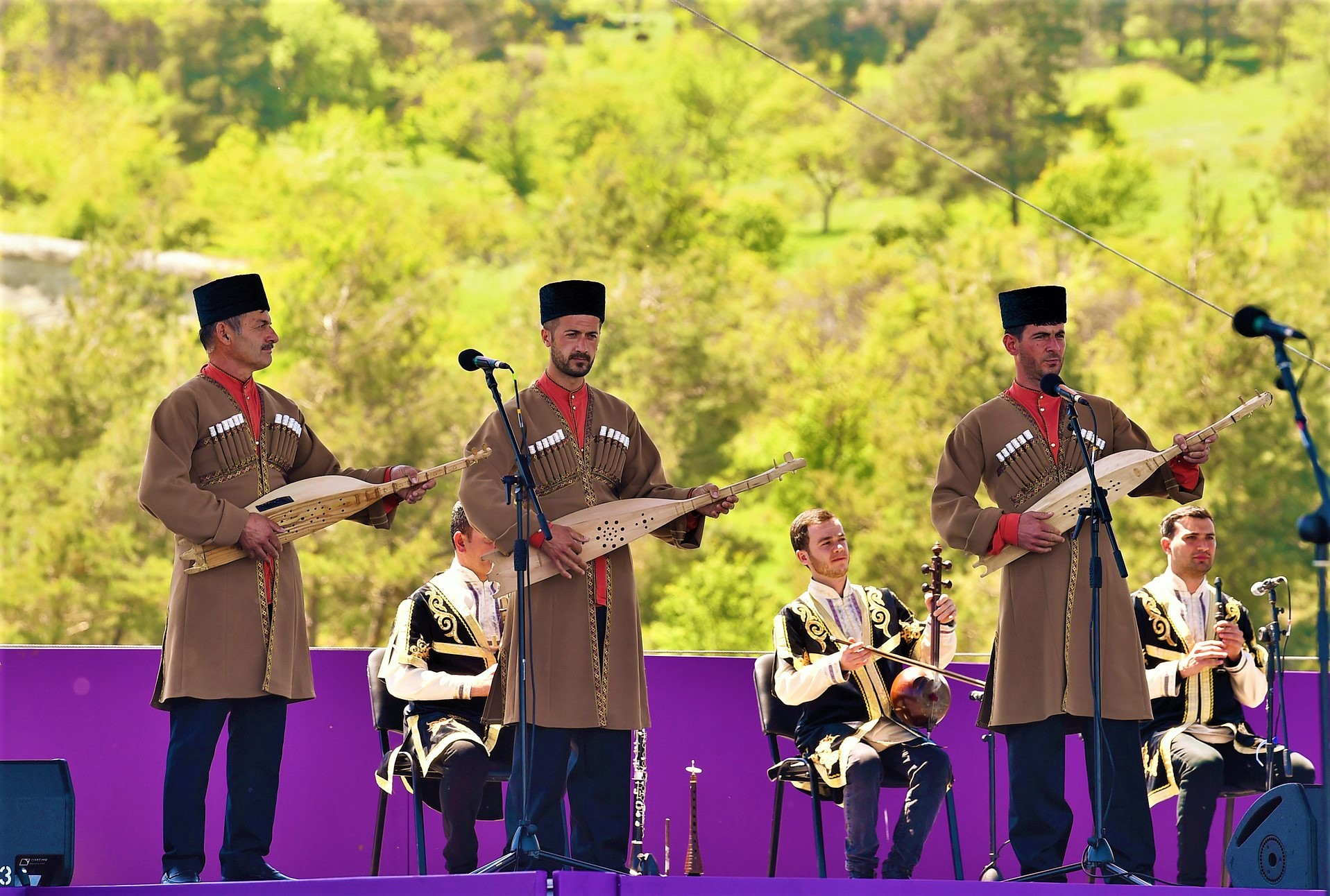
Аварский фольклорный коллектив «Джахан» исполняет песню «Дун гури йо» на дамбуре на фестивале «Хары-бюльбюль»

Традиционная одежда у аварцев сходна с одеждой других народов Дагестана: она состоит из нательной рубахи с воротником-стойкой и простых штанов, поверх рубахи надевали бешмет. Зимой к бешмету пристегивалась ватная подкладка. На голову надевали лохматую папаху. Женская одежда у аварцев отличалась большим разнообразием. Одежда была по существу этническим признаком, отличительным элементом. По способу ношения платья и платка, по форме и расцветке, по виду шубы, обуви и украшения, особенно по головному убору, можно было определить, из какого общества или селения та или иная женщина. Также среди головных уборов до XX века было распространено чохто. Девушка надевала платье из цветной ткани с красным поясом, женщины старшего возраста предпочитали носить одежду однотонную и тёмных цветов.

### Образ волка в культуре
Волк традиционно использовался у аварцев и некоторых других народов Дагестана в качестве символа храбрости и мужества. Г. Ф. Чурсин в работе по этнографии аварцев пишет, что смелость и отвага, с какими волк совершает свои хищнические набеги, «породили у аваров уважение к нему, некоторого рода культ. „Волк — божий сторож“, говорят авары. У него нет ни стад, ни закромов, он добывает пропитание своей удалью. Уважая волка за силу, смелость и отвагу, народ, естественно, приписывает различным частям тела волка магические свойства. К примеру, волчье сердце варят и дают есть мальчику, чтобы из него вышел сильный, воинственный мужчина». П. К. Услар в кратком словаре к своему труду по аварскому языку даёт такое объяснение восприятию волка у аварцев: «Всякое уподобление волку у горцев считается похвалой, подобно тому, как у нас уподобление льву». Там же он даёт пять выражений-сравнений с волком, имеющих характер комплимента в обиходной аварской речи (волчий нрав, короткоухий волк и т. д.). При этом волк даже у самих аварцев не везде пользовался таким пиететом, часть западных аварских обществ в этой роли использовала орла, а часть — медведя. Культ волка тем же Чурсиным был отмечен особенно в центральных аварских районах, где символ волка, вероятно, был привит под влиянием чеченской культуры, в которой это животное — символ свободы и бесстрашия.

## Аварская кухня
Основу питания у аварцев составляет хинкал, ботишалы, чурпа и курзе, которую обычно подают вместе с мясной пищей.
Традиционно в рационе питания аварцев присутствует много мяса, в основном это баранина и говядина. Из них варят наваристые супы, делают начинку для мучных блюд, жарят шашлык. Самыми известными являются чурпа чечевичная, чурпа из щавеля, панк-чурпа, чурпа обычная.
Визитной карточкой аварской кухни является сушеное мясо. Во времена, когда не было холодильников, сушеное мясо позволяло на длительное время сохранять его питательные свойства. К сушеному мясу готовится много блюд, в частности кукуруза с фасолью или фасолевый суп из сушеного мяса.
Не менее популярным блюдом у аварцев является хинкал (от авар. хинкӀал, где хинкӀ  — галушка, варёный кусочек теста + ал — суффикс мн. ч.). Представляет собой сваренные в мясном бульоне кусочки теста (собственно «хинкалины»), подаваемые с бульоном, варёным мясом и соусом. Аварский хинкал не стоит путать с грузинским хинкали, представляющим собой существенно иной тип блюда.
К традиционным блюдам аварской кухни относятся также чуду или ботишалы, представляющие собой круглые тонкие лепешки из теста с различной начинкой. Лепешки наполняются творогом с зеленью или мятым картофелем с зеленью и обжариваются на плоской сковороде. Подаются смазанными маслом или сметаной и разрезанными на 6-8 частей по диаметру. Употребляются руками.
Другой изюминкой аварской кухни является курзе. Чем-то напоминающее пельмени или манты. Но курзе немного больше, имеют форму капли, начинка в них острее, а защелкиваются они обязательно косичкой. В результате в курзе можно положить даже жидкую начинку, например взбитые с зеленью сырые яйца. Наиболее популярны национальные сладости: бахух (халва), воздушная кукуруза, грецкие орехи с мёдом.

## Медиафайлы
- Аварский поэт Адалло Али (Адалло Алиев) рассказывает об аварском языке, поэзии и литературе. Часть 1.
- Поэт Адалло Алиев рассказывает об аварском языке, поэзии и литературе. Часть 2.